# Mutacja nonsensowna
Mutacja nonsensowna, mutacja nonsens, mutacja zmieniająca – mutacja punktowa w sekwencji DNA, która tworzy kodon nonsensowny (kodon stop) w transkrybowanym mRNA, tłumaczonym w efekcie na krótsze białko, zwykle o zaburzonej funkcji, która przejawia się w fenotypie.